# 費揚武
費揚武（穆麟德轉寫：Fiyanggū；1605年—1643年），音译名又作芬古、芳古、费扬古等，滿洲愛新覺羅氏。清太祖努爾哈赤的侄兒、和碩莊親王舒爾哈齊第八子、鄭獻親王濟爾哈朗之弟。因其曾孫德沛入繼簡親王爵位，追封簡親王。

## 生平
天聰五年（1631年），授費揚武鑲藍旗固山額真之職。跟從皇太極討伐明，進攻大凌河城，費揚武率本旗兵圍其西南。皇太極駕幸阿濟格軍營，大凌河城中明兵突然衝出，費揚武率軍擊敗明軍。皇太極令諸軍易幟而馳向錦州，扮作明軍援兵，引出祖大壽。費揚武迎擊，祖大壽兵敗入城，遂不敢出。天聰八年，再跟從大軍伐明，其部隊進至獨石口，攻克長安嶺，攻打赤城，攻克其郛。天聰九年（1635年），其部隊攻入山西，皇太極命費揚武等軍攻打寧、錦，以緩明師。祖大壽率軍至大凌河以西被費揚武擊敗。
崇德元年（1636年），跟從大軍伐明，攻克10座城。當年冬天，率兵攻伐朝鮮國。敘功時，被封為固山貝子。崇德四年（1639年），因受外藩蒙古賄賂之罪，被削去爵位。再復封為輔國公。崇德七年（1642年），率軍討伐明軍，打敗明總兵白騰蛟等於薊州，其後攻克其城。崇德八年（1643年），費揚武代戍守錦州。同年十二月，費揚武逝世。
順治十年（1653年），費揚武被追封為貝勒。朝廷予以諡號為「靖定」。乾隆十五年（1750年），因其曾孫德沛承襲簡親王爵位，復追封為簡親王。

## 家族
費揚武有七位兒子，有爵位者三人：
- 次子：已革貝勒尚善
- 四子：追封簡親王傅喇塔
- 六子：悼哀貝子努賽

## 参見
- 皇姑区